# Istra (Romsdal)
Istra er en biflod til Rauma i Norge med en længde på 17 km. 
Elven har sit udspring i Reinheimen og løber nordover gennem Isterdalen til den munder ud i Rauma ca. 3 km før udløbet i Romsdalsfjorden mellem Åndalsnes og Veblungsnes.
Istra har en lakseførende strækning på 10 km og er en havørredselv.
Elven blev beskyttet i Verneplan III, senere blev Raumavassdraget beskyttet i Verneplan IV.

## Vandfald
- Stigfossen
- Trollfossen

## Etymologi
Ifølge moderne sprogforskning kan oprindelsen til elvens navn være en hypotetisk indoeuropæisk sprogrod hvor es eller is betød vand, også flydende, men at ordet senere fik den snævrere betydning «vand i fast form».
Andre europæiske floder som kan ha samme sproglige oprindelse:
- Istra (Rusland)
- Eisack eller Isarco (Syd-Tyrol, Italien )
- Iser (Tjekkiet), Izera (Polen)
- Isère (Frankrig)
- Isel (Østrig)
- Isar (Tyskland)
- IJssel (Holland)
- Ister (nedre del af Donau)